# Emdentief
Das Emdentief ist ein Meerestief im westlichen Teil des Pazifischen Ozeans (Pazifik) und mit 10.400 m Meerestiefe die dritttiefste Stelle des Philippinengrabens.

## Geographische Lage
Das Emdentief befindet sich im westlichen Pazifik im Zentrum des Philippinengrabens östlich der philippinischen Insel Siargao und südlich des Cape-Johnson-Tiefs. Es liegt bei etwa 9° nördlicher Breite und 127° östlicher Länge.

## Geschichte
Bis 1945 galt das Emdentief als die tiefste Stelle des Philippinengrabens, die am 29. April 1927 von der Besatzung des deutschen Kreuzers Emden auf ihrer ersten Weltreise mit 10.290 m ermittelt und nach diesem Schiff benannt wurde.